# 努瓦河畔弗莱尔
努瓦河畔弗莱尔（法語：Flers-sur-Noye，法語發音：[flɛʁ syʁ nwa]）是法国上法蘭西大區索姆省的一个市镇，属于蒙迪迪耶区。

## 地理
努瓦河畔弗莱尔（49°43'57"N, 2°15'11"E）面积4.65 平方千米，位于法国上法蘭西大區索姆省，该省份为法国北部沿海省份，北起加来海峡省和北部省，西接滨海塞纳省和大西洋英吉利海峡，南至瓦兹省，东临埃纳省。
与努瓦河畔弗莱尔接壤的市镇（或旧市镇、城区）包括：努瓦河畔阿伊、博斯凯勒、埃塞尔托、弗朗叙尔、拉瓦德莫日洛图瓦。

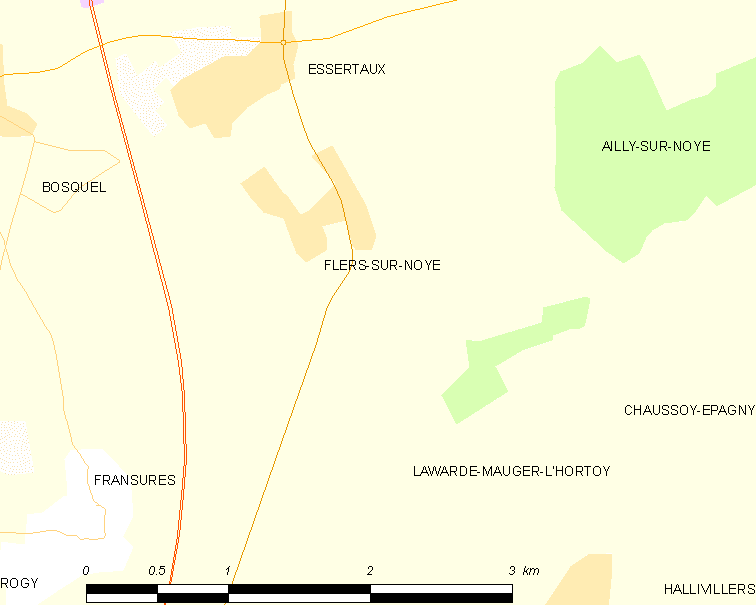
努瓦河畔弗莱尔的OSM定位图

努瓦河畔弗莱尔的时区为UTC+01:00、UTC+02:00（夏令时）。

## 行政
努瓦河畔弗莱尔的邮政编码为80160，INSEE市镇编码为80315。

## 政治
努瓦河畔弗莱尔所属的省级选区为努瓦河畔阿伊县。

## 人口

1962-2008年间努瓦河畔弗莱尔人口变化图示

努瓦河畔弗莱尔于2022年1月1日时的人口数量为522人。